# Escut i bandera d'Alzira
L'escut i la bandera d'Alzira són els símbols tradicionals del municipi valencià d'Alzira (Ribera Alta).

## Escut heràldic
L'escut oficial d'Alzira té el següent blasonament:
| « | Escut caironat, recolzat sobre una de les puntes. En camper d'or quatre pals de gules, ressaltats amb una clau d'argent, en faixa. Per timbre, una corona reial oberta. | » |

## Bandera d'Alzira
La bandera oficial d'Alzira té la següent descripció:
| « | Bandera de proporcions 2:3. De carmesí. Al centre, l'escut de la ciutat sense timbrar. L'escut de la ciutat ocuparà el 45% de l'ample de la bandera. | » |

## Història
És l'escut tradicional, d'ús immemorial, del municipi, on es representen les armes del Regne de València, ja que fou una vila reial, amb el símbol de la clau al·lusiu a la seva situació estratègica; per Alzira fou per on va passar l'exèrcit de Jaume I el riu Xúquer, amb què, segons la tradició, al rei se li obriren les portes a la resta del País Valencià.
L'escut es rehabilità per Resolució del 17 de febrer de 1992, del conseller d'Administració Pública, publicada en el DOGV núm. 1.744, de 13 de març de 1992 i corregit en el DOGV núm 1.803, de 12 de juny de 1992.
La bandera s'aprovà per Resolució de 29 de setembre de 2005, del conseller de Justícia i Administracions Públiques, publicada en el DOGV núm. 5.120, de 24 d'octubre de 2005.